# 战国四公子
春秋戰國是一個戰爭頻繁的世代。战国末期，秦国越来越强大，各诸侯国公子贵族为了对付秦国的入侵和挽救本国的灭亡，竭力网罗人才，培植自己的勢力，以求在國際之間的生存，形成一股養士之風。
戰國時期，以齐国的孟尝君田文、赵国的平原君赵胜、魏国的信陵君魏无忌和楚国的春申君黄歇
四人養士最為聞名。他們的門下食客皆在三千人左右，並稱為戰國四公子。在《史記》的記載下，這四公子的養士風格與目的各有不同。孟嘗君養士是為了鞏固自己在國際間的政治勢力，而非單純為了齊國；平原君雖然養士，但個人政治能力平庸，判斷國際情勢失誤，使趙國在長平之戰中折損四十萬士兵，國力大傷；魏公子禮賢下士，一心為國，不為個人利益養士；春申君養士風格豪奢，其政治長才在游說秦軍退兵保全楚國的事件中表露無遺。
他們禮賢下士，廣招賓客，以擴大自己的勢力，因此養“士”（包括学士、策士、方士或术士以及食客）之风盛行。当时，以养“士”著称的有四位公子，后人称他们为“战国四公子”。

## 相关人物
- 齐国孟尝君田文
- 赵国平原君赵胜
- 魏国信陵君魏无忌
- 楚国春申君黄歇